# Léo Delibes
Clément Philibert Léo Delibes, més conegut com a Léo Delibes (Saint-Germain-du-Val, avui un barri de La Flèche, al departament de Sarthe, 21 de febrer de 1836 - París, 16 de gener de 1891), va ser un compositor de música clàssica francès.

## Biografia
Estudià en el Conservatori de París on va tenir com a mestres en Bazin i l'Adam, i assolí als 17 anys el càrrec de mestre acompanyant del teatre Líric, i més tard el d'organista de l'església de Sant Joan i Sant Francesc, de París. Després de llicenciar-se al Conservatori de París, va captar l'atenció popular amb el ballet Coppélia (1870). Per aquells temps feu representar algunes operetes que foren molt ben acollides i aviat figurà entre els compositors més populars de França. Fou mestre de cors de l'Òpera i professor de composició del Conservatori de París, on entre altres alumnes tingué el grec Dioníssios Lavrangas, Justin Clérice i els parisencs Félix Desgranges, Camille Erlanger, i Emile-Eugene-Alix Fournier, i més tard sent elegit el 1884 membre de l'Institut. Dotat d'un temperament lleuger i graciós i d'una rara facilitat melòdica, la seva música té un segell de distinció inconfusible al qual ajuden una instrumentació brillant i pintoresca, un ritme agosarat i nou i una harmonització plena d'interès. Aquestes condicions el feren triomfar en el gènere que cultivà amb preferència, el ball d'espectacle, però no fou així quan volgué emprendre obres de més alçada, que, sense manca de mèrit, dolien d'una certa pobresa de concepció, malgrat això, no significa que Delibes fos inferior a altres compositors francesos. Li mancà tal vegada vigor i amplitud; per contra, vessà gràcia i gran delicadesa. Entre les millors obres s'hi poden col·locar els ballets d'espectacle Coppélia ou la Fille aux yeux d'émail (1870) i Sylvia ou la Nimphe de Diane (1876), tant coneguts i tant populars al nostre país.
Morí el 1891 i fou enterrat en el Cimetière de Montmartre, a París.

## Obra
Per ordre cronològic, les obres més importants:
- Deux sous de charbon, (1855),
- Six démoiselles à marier, (1856),
- Deux Vieilles Gardes (1856),
- Maître Griffard (1857),
- L'Omelette à la Follembüche, (1859),
- Monsieur de Bonne Etoile, (1860),
- Les musiciennes de l'orchestre, amb col·laboració amb Hignard i Erlanger (1861),
- Mon ami Pierrot et les Eaux d'Ems, (1862),
- Le jardinier et son Seigneur, (1863),
- La Tradition, (1864),
- La serpent à plumes, (1864),
- Le boeuf Apis, (1865),
- La fille du Golfe,
- L'Ecossais de Chaton, (1869),
- Coppélia, ballet (1870)
- La Cour du roi Pétaud,
- Sylvia, ballet (1876)
- La source, opereta ballet (1866)

## Òperes
- Le Roi l'a dit (1873);
- Jean de Nivelle, (1880),
- Lakmé, (1883), que inclou el Duet de les flors, possiblement la seva obra més coneguda
- Kassfa, que deixà sense acabar.

A més va escriure una missa, la cantata Alger (1863), una escena lírica titulada La mort d'Orphée, melodies, cors, etc.